# Daniel Webber
Daniel Webber III (Gosford, 28 giugno 1988) è un attore australiano noto per aver interpretato i ruoli di Lee Harvey Oswald nella miniserie thriller fantascientifica 22.11.63, Lewis Wilson nella serie originale Netflix The Punisher e Vince Neil nella biopic Netflix The Dirt: Mötley Crüe.

## Biografia
Webber nacque e crebbe nella Central Coast, studiando al Green Point Christian College. In passato fu un trampolinista, esibendosi alla cerimonia di chiusura delle olimpiadi estive del 2000. Prima di diventare attore Webber lavorò come tecnico dei sistemi di accesso delle turbine eoliche. La sua prima esperienza da attore risale al film The Combination del 2009. Dal 2009 al 2010 interpretò il ruolo di Darius Pike nella serie TV K9. Recitò inoltre in All Saints e nella miniserie Devil's Dust. Nel 2015 Webber ha recitato nella soap opera australiana Home and Away, interpretando il ruolo di Ryan Kelly.
Il suo primo ruolo negli Stati Uniti fu quello di Lee Harwey Oswald, nella serie 22.11.63, di J. J. Abrams. Riuscì ad ottenere il ruolo dopo aver inviato un video della sua audizione dopo due giorni, avendo precedentemente ascoltato la sua voce. Dopo essere stato scelto lesse il romanzo sul quale era basata la serie ed altri libri sull'assassinio. Fu lodato dalla critica per aver «padroneggiato il peculiare modo di parlare di Oswald e la sua crescente paranoia.» Ha inoltre recitato insieme a Lena Headey e Eliza Taylor in Thumper e nella serie originale Netflix The Punisher.

## Filmografia

### Attore

#### Cinema
- The Combination, regia di David Field (2009)
- Sleeping Beauty, regia di Julia Leigh (2011)
- The Girl Who Lived, regia di Adam Loughlin (2012)
- Galore, regia di Rhys Graham (2013)
- Deceit, regia di Dale Sadler (2013)
- Teenage Kicks, regia di Craig Boreham (2016)
- All Night Gaming, regia di Michael Cusak (2016)
- Thumper, regia di Jordan Ross (2017)
- Australia Day, regia di Kriv Stenders (2017)
- The Dirt: Mötley Crüe, regia di Jeff Tremaine (2019)
- La battaglia di Long Tan (Danger Close: The Battle of Long Tan), regia di Kriv Stenders (2019)
- Fuga da Pretoria (Escape from Pretoria), regia di Francis Annan (2020)

#### Televisione
- All Saints - serie TV, 1 episodio (2008)
- K9 - serie TV, 26 episodi (2009)
- Devil's Dust - miniserie TV, 2 episodi (2012)
- Home and Away - serie TV, 9 episodi (2015)
- 22.11.63 - miniserie TV, 7 episodi (2016)
- The Punisher - serie TV, 7 episodi (2017)
- Billy the Kid - serie TV, 14 episodi (2022-2024)

#### Cortometraggi
- Multiple Choice, regia di Micheal Goode (2009)
- Spine, regia di Sophie Miller (2012)
- Reason to Smile, regia di Rene Hernandez (2012)
- Break, regia di Liz Cooper (2013)
- Eric, regia di Andrew Lee (2014)
- Skin, regia di Liselle Mei (2015)
- Summer Nights, regia di Grégoire Lière (2015)

## Doppiatori italiani
Nelle versioni in italiano delle opere in cui ha recitato, Daniel Webber è stato doppiato da:
- Flavio Aquilone in K9
- David Chevalier in 22.11.63
- Alessandro Campaiola in The Punisher
- Stefano Sperduti in The Dirt: Mötley Crüe
- Davide Capone in La battaglia di Long Tan
- Luca Ghignone in Fuga da Pretoria
- Manuel Turcano in Billy the Kid